# Naked and Fearless
Naked and Fearless: Acoustic EP es el octavo EP del grupo de rock californiano Papa Roach. El EP sólo está disponible digitalmente. Cuenta con tres versiones acústicas de canciones de su álbum de 2009 Metamorphosis. La versión acústica de "Had Enough" aparece en álbum ...To Be Loved: The Best of Papa Roach.

## Lista de canciones
| N.º | Título                          | Duración |  |
| 1.  | «Lifeline» (Acoustic Version)   | 3:42     |  |
| 2.  | «Had Enough» (Acoustic Version) | 4:16     |  |
| 3.  | «Carry Me» (Acoustic Version)   | 4:12     |  |

## Personal
- Jacoby Shaddix - Vocal
- Jerry Horton - Guitarra, coros
- Tobin Esperance - Bajo, coros
- Tony Palermo - Batería, percusión

- Datos: Q16954865